# Bechstedtstraß
Bechstedtstraß è una frazione  (Ortsteil) del comune tedesco di Grammetal.

## Storia
Il 31 dicembre 2019 il comune di Bechstedtstraß venne fuso con i comuni di Daasdorf am Berge, Hopfgarten, Isseroda, Mönchenholzhausen, Niederzimmern, Nohra, Ottstedt am Berge e Troistedt, formando il nuovo comune di Grammetal.

## Amministrazione
Bechstedtstraß è amministrata da un consiglio di frazione (Ortschaftsrat) e da un sindaco di frazione (Ortschaftsbürgermeister).